# 岡山県道30号落合建部線
岡山県道30号落合建部線（おかやまけんどう30ごう おちあい たけべせん）は、岡山県真庭市と岡山市北区建部町を結ぶ主要地方道（岡山県道）である。

## 概要
旭川と並行する路線である。旭川さくらバスが運行されている。

### 路線データ
- 起点: 岡山県真庭市落合垂水（国道313号交点）
- 終点: 岡山県岡山市北区建部町川口（国道53号交点）
- 実延長: 28.0 km [1]

## 歴史
- 1971年（昭和46年）6月26日 - 建設省（現・国土交通省）が主要県道久世建部線の一部を落合建部線として主要地方道に指定。
- 1972年（昭和47年）3月21日 - 岡山県が久世建部線を廃止し、県道30号落合建部線を路線認定。
- 1981年（昭和56年）4月30日 - 西川～西垪和が一般国道429号に昇格。
- 1993年（平成5年）5月11日 - 建設省から、主要県道落合建部線が落合建部線として主要地方道に再指定される[2]。
- 2009年（平成21年）4月1日 - 岡山市域が岡山市管理に移管。
- 2014年（平成26年）9月2日 - 岡山県告示第460号により真庭市落合垂水の国道313号との重複区間が廃止される[注 1]。

## 路線状況

### 重複区間
- 岡山県道370号江与味上河内線（真庭市旦土 - 久米郡美咲町西川上）
- 国道429号旭バイパス（久米郡美咲町西川上）
- 国道429号（久米郡美咲町西川上 - 久米郡美咲町西垪和）

### 道路施設
- 小川橋 （真庭市落合垂水） - 延長 151 m 、幅員 7.5 m 、備中川に架橋[4]。
- 新旦土大橋（真庭市旦土（だんど） - 久米郡美咲町西川上） - 延長 104 m 、幅員 7.0 m 、旭川に架橋[5]。
- 谷口橋 （岡山市北区建部町鶴田（たづた）） - 延長 210 m 、幅員 8.0 m 、旭川に架橋[4]。

## 地理

### 通過する自治体
- 真庭市
- 久米郡美咲町
- 岡山市（北区）

### 交差する道路
| 交差する道路                                                     | 市町村名 | 市町村名 | 交差する場所                 | 交差する場所      |
| ---------------------------------------------------------------- | -------- | -------- | ---------------------------- | ----------------- |
| 国道313号                                                        | 真庭市   | 真庭市   | 落合垂水                     | 起点              |
| 岡山県道333号上山旦土線 岡山県道370号江与味上河内線 重複区間起点 | 真庭市   | 真庭市   | 旦土（だんど）               |                   |
| 岡山県道370号江与味上河内線 重複区間終点                         | 久米郡   | 美咲町   | 西川上（にしがわかみ）       |                   |
| 国道429号 / 旭バイパス 重複区間起点                              | 久米郡   | 美咲町   | 西川上                       |                   |
| 国道429号 重複区間起点 国道429号 / 旭バイパス 重複区間終点       | 久米郡   | 美咲町   | 西川上                       |                   |
| 国道429号 重複区間終点                                           | 久米郡   | 美咲町   | 西垪和（にしはが）           |                   |
| 岡山県道341号坪井下栃原線 岡山県道373号栃原久米南線 重複         | 久米郡   | 美咲町   | 栃原（とちばら）             |                   |
| 岡山県道70号久米建部線 岡山県道451号和田北鶴田線 重複            | 岡山市   | 北区     | 建部町鶴田（たづた）         |                   |
| 岡山県道456号下籾三明寺線                                        | 岡山市   | 北区     | 建部町三明寺（さんみょうじ） |                   |
| 国道53号                                                         | 岡山市   | 北区     | 建部町川口                   | 川口交差点 / 終点 |